# Anteprojeto de Jales Machado para a construção de Brasília
O anteprojeto de Jales Machado para a construção de Brasília foi elaborado no ano de 1948, pelo então deputado federal Jales Machado de Siqueira.
Machado, que era um topógrafo e fazendeiro, realizou um projeto de plano viário com vias perimetrais e radiais com uma ideia que consistia em estabelecer uma malha rodoviária que fizesse ligação de todo o país até a capital federal.
Para tal, Machado se propôs a usar recursos por meio da combinação de capital, tanto público quanto privado. Discursou por várias vezes em plenários da Câmara de Deputados, porém a sua proposta foi considerada infactível.